# Raphia vinifera
Raphia vinifera là loài thực vật có hoa thuộc họ Arecaceae. Loài này được P.Beauv. miêu tả khoa học đầu tiên năm 1806.